# أليكسي بليشيف
أليكسي نيكولايفيتش بليشيف (الروسية: Алексе́й Никола́евич Плеще́ев) 4 ديسمبر [بالتقويم القديم: 22 نوفمبر
] 1825 - 8 أكتوبر 1893) كان شاعرًا روسيًا متطرفًا من القرن التاسع عشر وكان عضوًا في دائرة بيتراشيفسكي .

## روابط خارجية
- أليكسي بليشيف على موقع ميوزك برينز (الإنجليزية)